# Govern de la Llei (Armènia)
Govern de la Llei (armeni Օրինաց երկիր Orinats Erkir, OEK) és un partit polític d'Armènia d'orientació centrista i dirigit per Artur Baghdasarian. Els seus principals objectius són l'establiment d'una economia de mercat a Armènia però evitant els greus desequilibris socials, i l'enfortiment del sistema democràtic. A les eleccions parlamentàries armènies de 1999 va recollir el 5,4% dels vots i l'elecció de 6 escons (4 proporcionals, 2 majoritaris), col·locant-se a l'oposició del Bloc Unitat, que havia obtingut el 42% dels vots i 62 escons.
A les eleccions parlamentàries armènies de 2003 va obtenir el 12,3% dels vots i 19 diputats de 131, formant part de la coalició de govern juntament amb el Partit Republicà d'Armènia i la Federació Revolucionària Armènia. A les eleccions parlamentàries armènies de 2007, però, va caure al 7% i només va obtenir 9 escons. A les eleccions presidencials armènies de 2008 presentà com a candidat Artur Baghdasarian, que va obtenir el 17,7% dels vots.